# Оборона Севастополя (фільм)
Оборона Севастополя — історичний фільм 1911 року, присвячений моментам Кримської війни (1854—1855). За розпорядженням Миколи II, до роботи над фільмом залучили велику групу істориків і військових консультантів, щоб якнайточніше відтворити реалії Севастопольської оборони.
«Оборона Севастополя» збереглася не у повному обсязі. Відомий скорочений монтаж фільму з новими титрами, підготовлений для зборів Держфільмофонду СРСР. З нього були видалені всі епізоди підкреслено релігійного і монархічного змісту. Фільм перейшов у суспільне надбання.

## Сюжет
Фільм відкривається великими планами (кінопортрети) імператорів Миколи I й Олександра II, а також керівників і героїв оборони Севастополя.
- Військово-морська рада в Севастополі.

Командування гарнізону та Чорноморського флоту, у тому числі й Нахімов та Корнілов, обговорюють стратегію оборони міста і приймають важке рішення затопити кораблі, аби перекрити флоту союзників вхід у фарватер Північної бухти.
- Потоплення нашого флоту.

На рейді Севастополя готують до затоплення лінійний корабель «Три Святителі». Жителі міста зібралися на березі й прощаються з одним із найкращих кораблів російського флоту. Корабель розстрілюють із берегових гармат.
- Жінки споруджують батарею.

Жителі міста — серед них жінки й діти, солдати й матроси будують укріплення.
- Перший штурм Севастополя 5 жовтня 1854.

Піхота союзників атакує укріплення. Російські війська контратакують, потім знову відступають на позиції. Санітари виносять із поля бою вбитих і поранених.
- Адмірал Корнілов на Малаховому кургані.

Солдати стріляють з рушниць по противнику. На бруствер сходить адмірал Корнілов і дивиться в бік позицій союзників у підзорну трубу. Раптово адмірал падає, він поранений. Корнілова забирають із бруствера в лазарет, де він незабаром помирає.
- На Камчатському люнеті в ніч на 11 березня.

Рушнична перестрілка з противником, робота санітарів на позиціях, пересування військ.
- В тилу Інкерманської битви.

Матрос Кішка пробирається через лінію вогню і бере в полон вартового союзників.
- На Четвертому бастіоні.

Артилеристи й стрільці обороняють Четвертий бастіон. Після чергової атаки бастіон захоплюють турки. На знак поваги, вороги дозволяють захисникам бастіону, що залишилися в живих, покинути його зі зброєю.
- Діти збирають ядра.

Севастопольські діти приносять на батарею ядра, випущені по місту союзною артилерією.
- Діяльність адмірала Нахімова.

Нахімов командує обороною на Четвертому бастіоні.
- Між життям і смертю.

Солдати між боями танцюють на бастіоні бариню з севастопольськими дівчатами. Неподалік біля польової каплиці лежать загиблі, приготовані до похоронної відправи. Жінка знаходить там свого чоловіка.
- Штурм Севастополя 28 червня 1855.

Захисники міських укріплень відбивають напад піхоти союзників.
- Смерть адмірала Нахімова.

Нахімов смертельно поранений на бастіоні.
- В медичному пункті.

Сестри милосердя допомагають пораненим. Микола Пирогов оперує важких пацієнтів. Санітари приносять нових поранених.
- Рада головнокомандувачів союзних армій.

Англійський, французький і турецький головнокомандувачі обговорюють наступний штурм Севастополя.
- Штурм 6 липня 1855.

Об'єднані союзні війська відчайдушною атакою захоплюють батарею. Генерал Хрульов скаче на коні за підмогою і, зустрівши погано озброєну будівельну роту, закликом «Благодійники мої! У багнети! За мною!» піднімає її на рукопашний бій і відкидає супротивника.
- Смерть капітана Островського.

Командир мушкетерської роти штабс-капітан Островський ціною свого життя затримує союзників, погрожуючи підірвати барильце з порохом.
- Відступ на Північну сторону 27 серпня 1855.

Війська та жителі полишають зруйноване місто і переправляються через бухту на Північну сторону. Солдат прощається з Севастополем і клянеться, що повернеться сюди.
- Французькі ветерани.

Документальні епізоди: французькі учасники Кримської війни на Малаховому кургані.
- Англійські ветерани.

Документальні епізоди: британські учасники Кримської війни на Малаховому кургані.
- Російські ветерани.

Документальні епізоди: російські ветерани Кримської війни біля гармат на бастіоні. Колишні рядові, унтер-офіцери і сестри милосердя по черзі підходять до камери, виблискуючи медалями — спочатку жінки, потім чоловіки, знімаючи кашкети.
У кадрі — фасад будівлі панорами «Оборона Севастополя» на Історичному бульварі. Гранітні монументи з написами «1 бастіон», «2 бастіон», меморіальні стели «4 бастіон», «Язоновський редут», знамениті севастопольські пам'ятники — затопленим кораблям, Тотлебену, Нахімову, Корнілову.

### Галерея

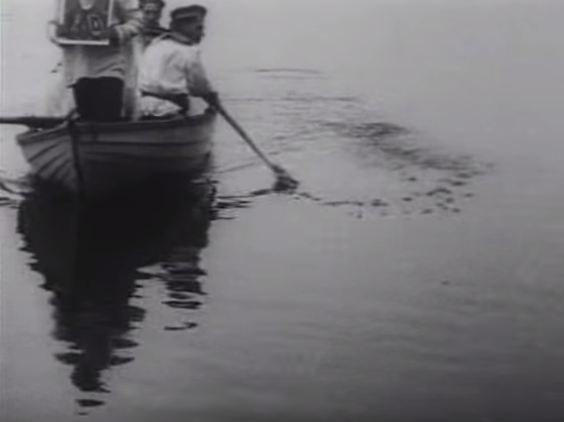
Затоплення кораблів
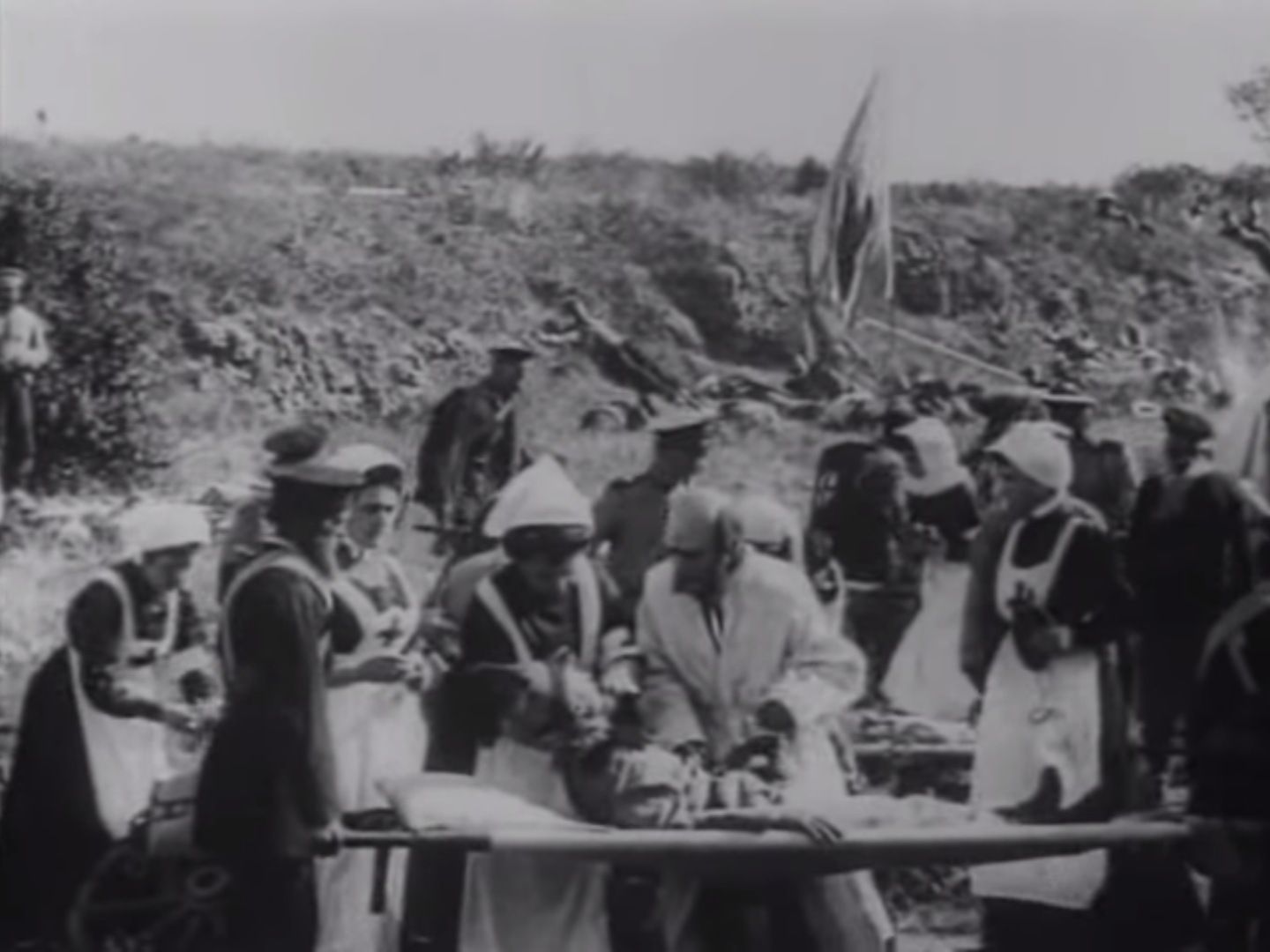
Медичні сестри
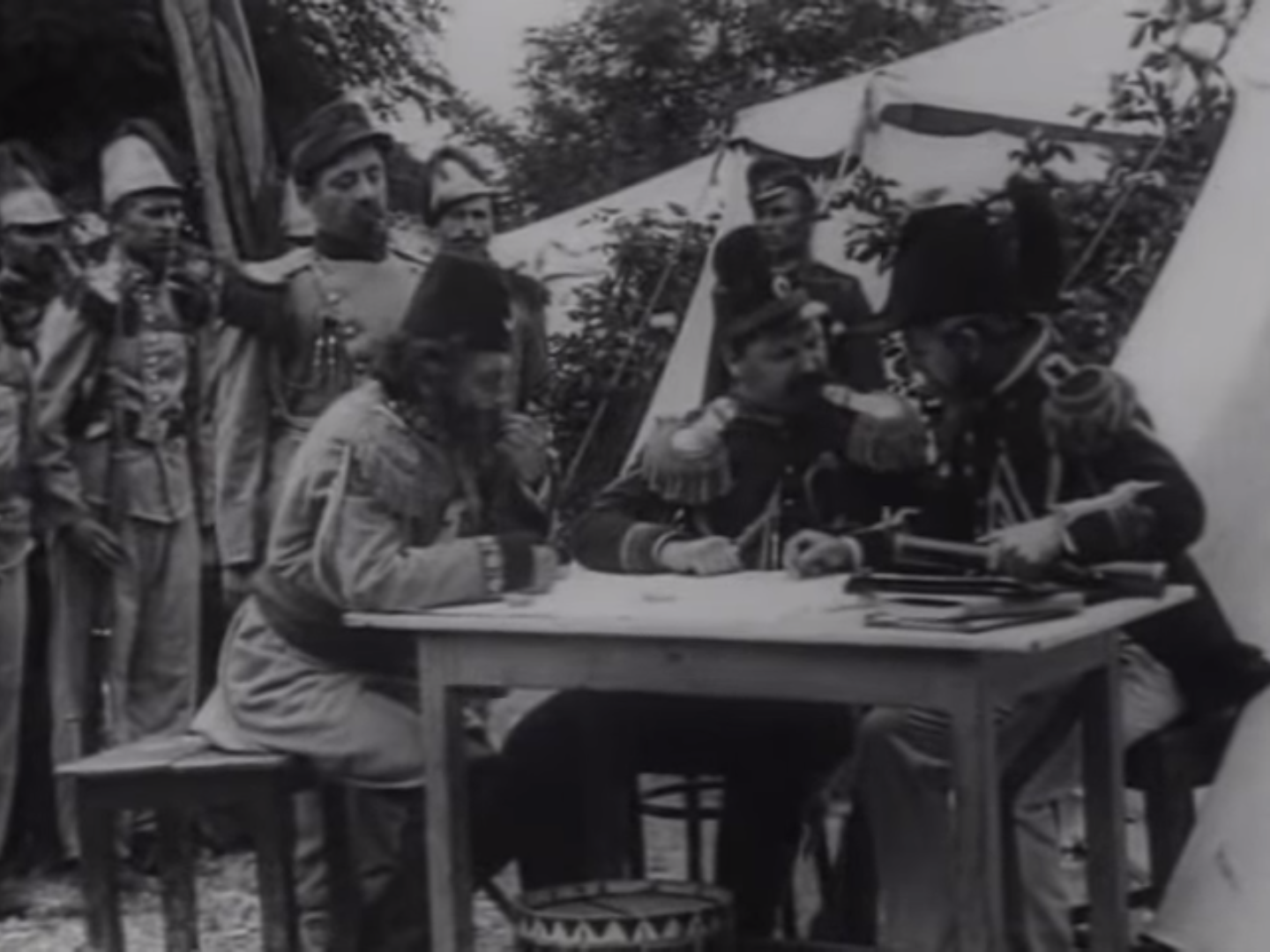
Рада союзних генералів
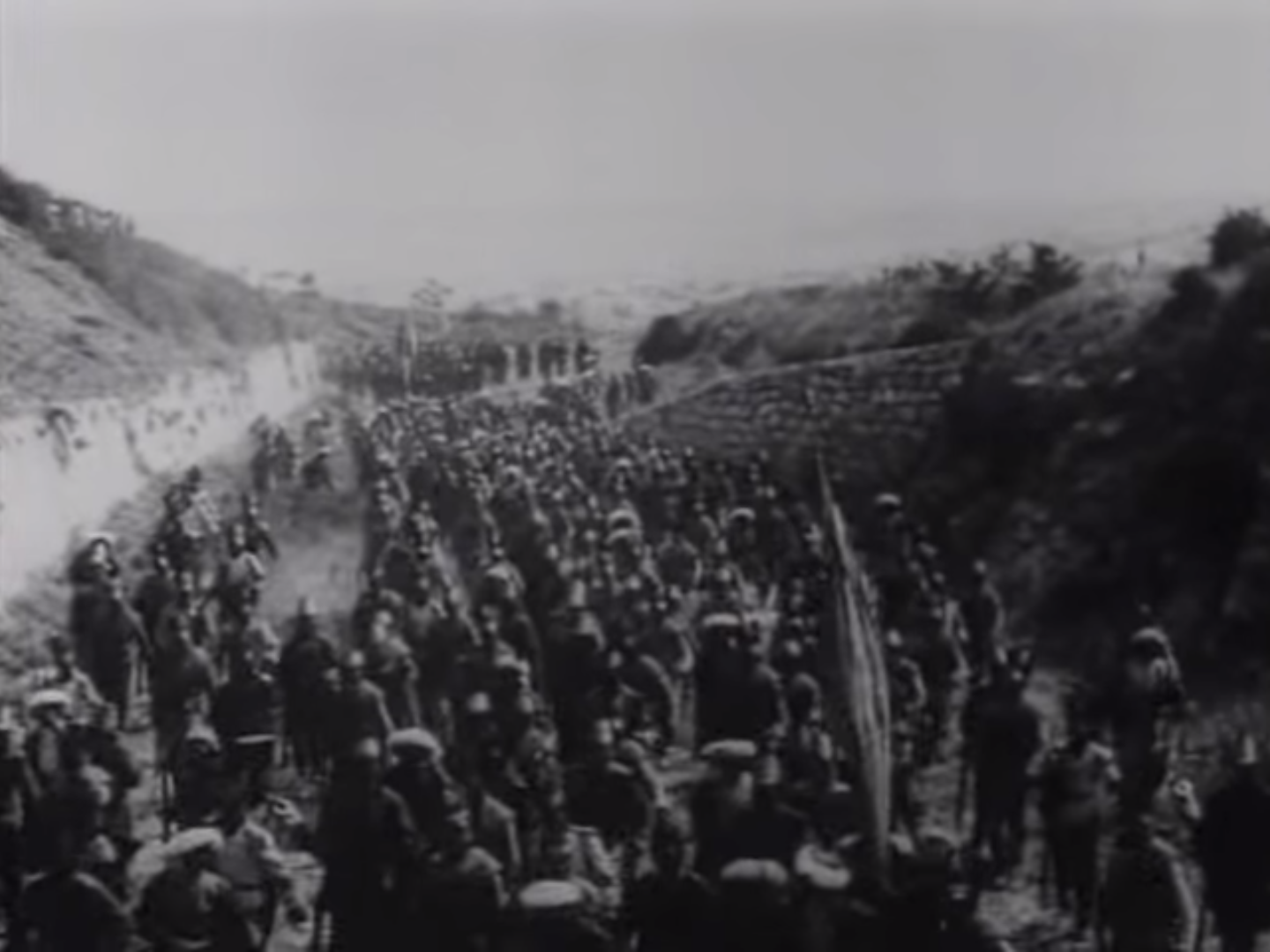
Штурм
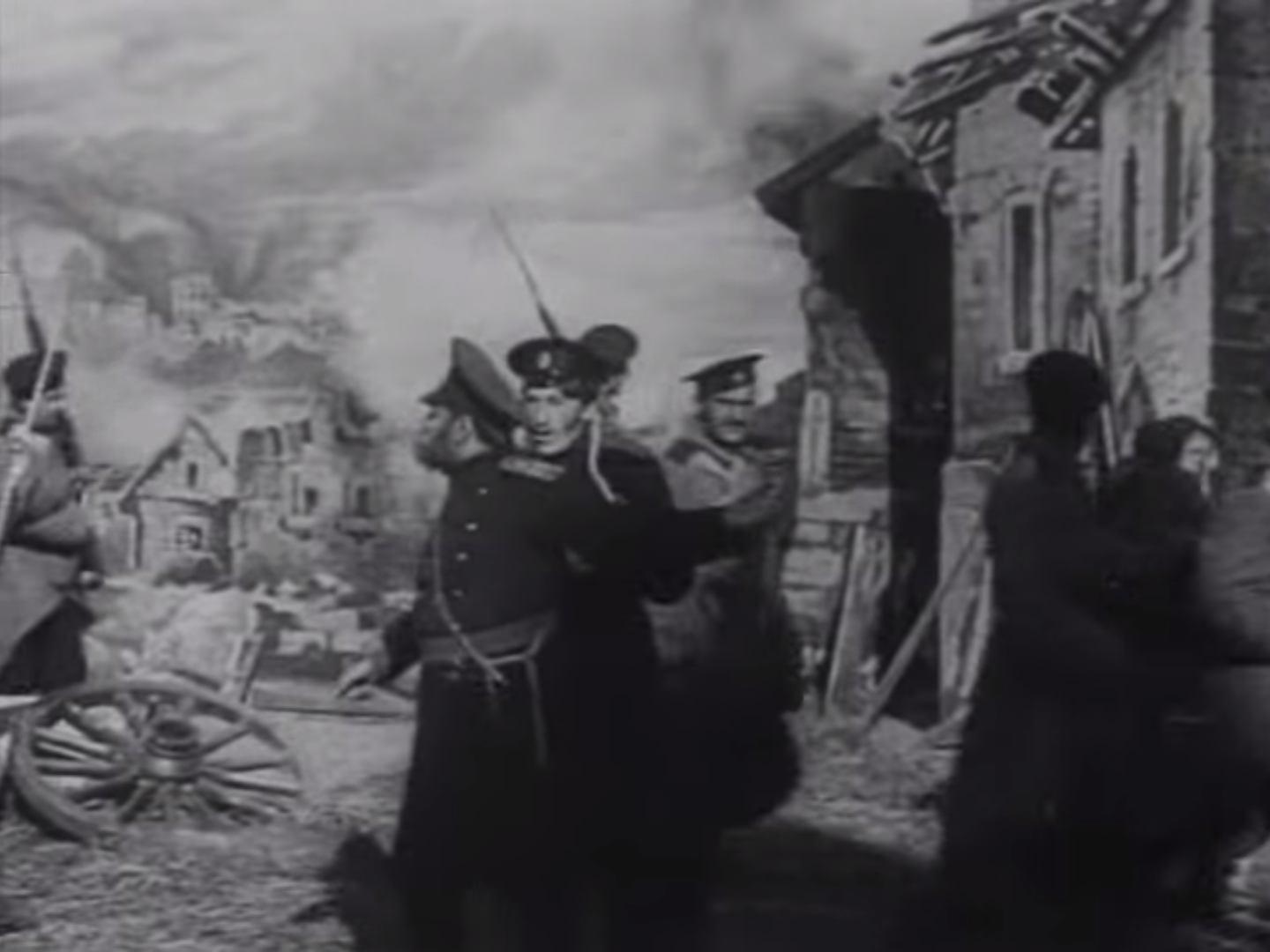
Евакуація
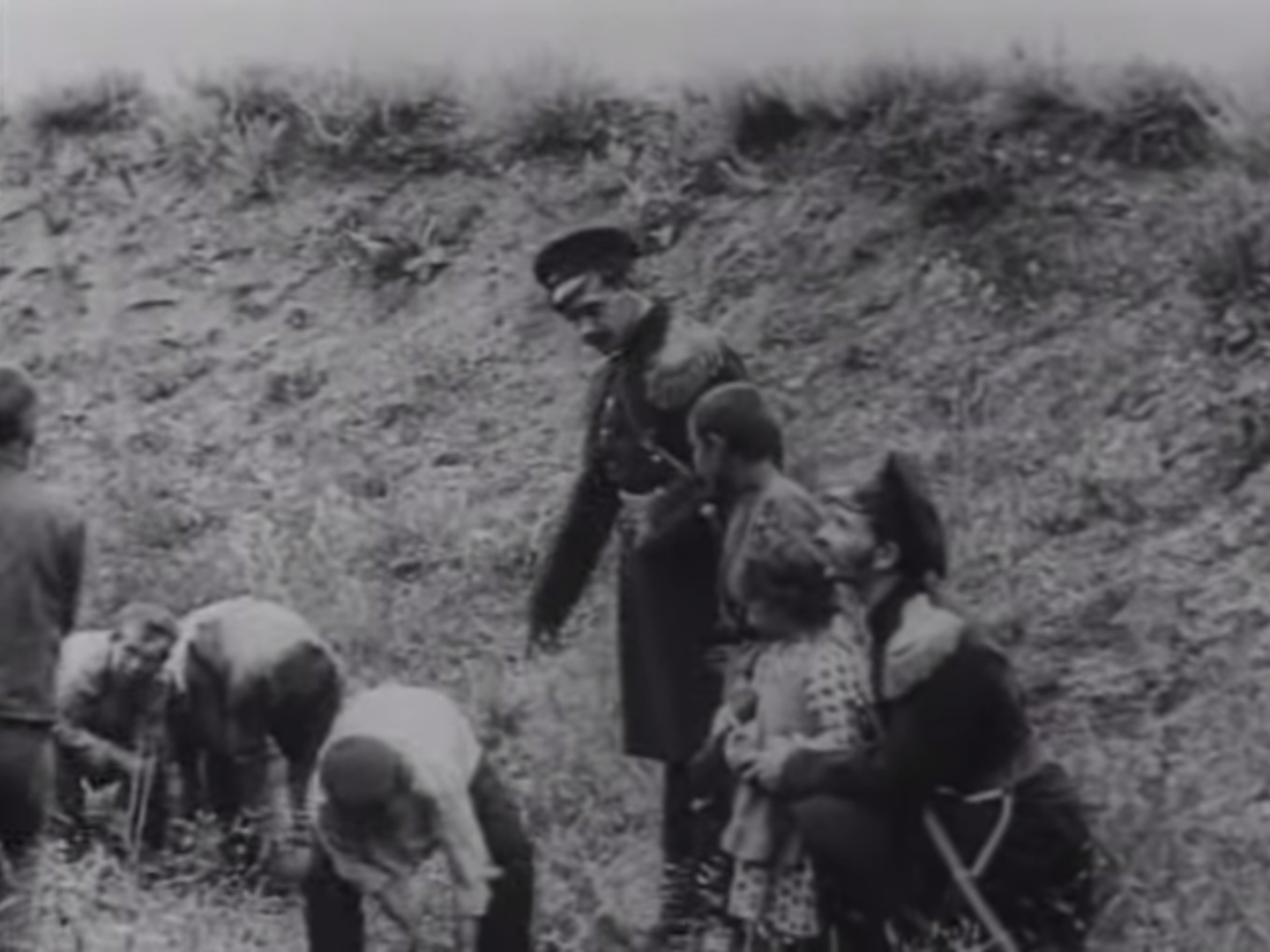
Діти знаходять ядра
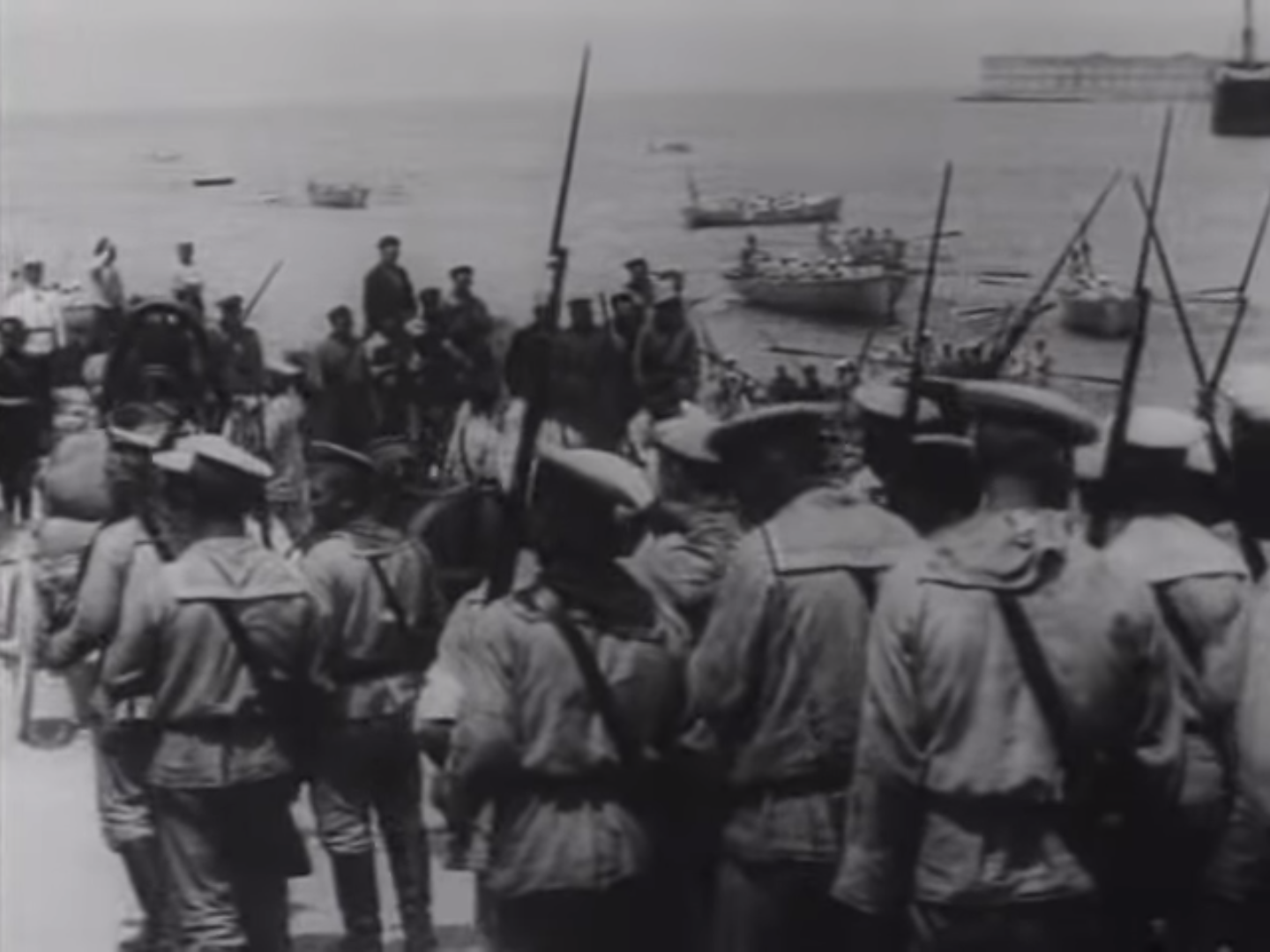
Евакуація
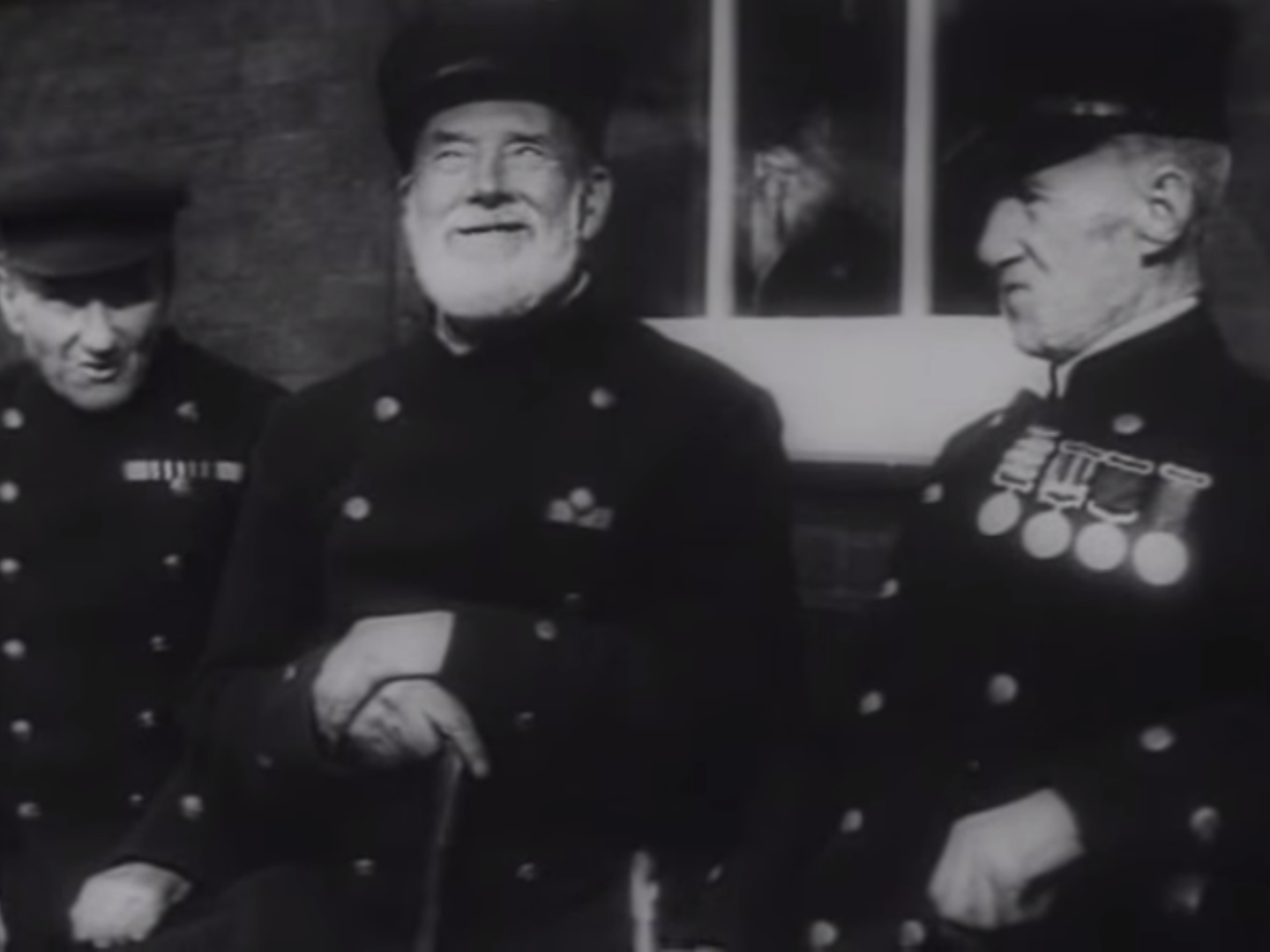
Англійські ветерани
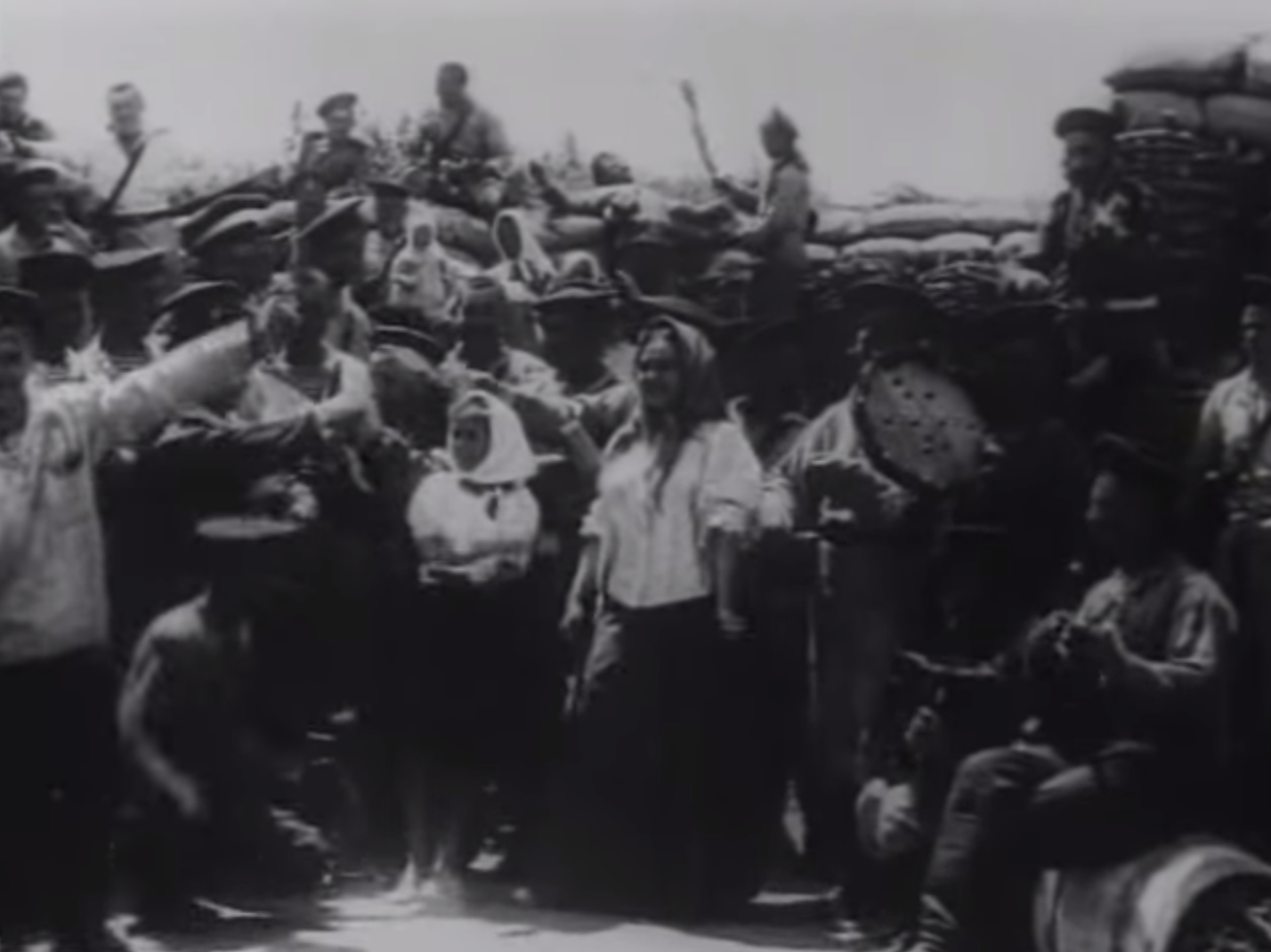
Танці
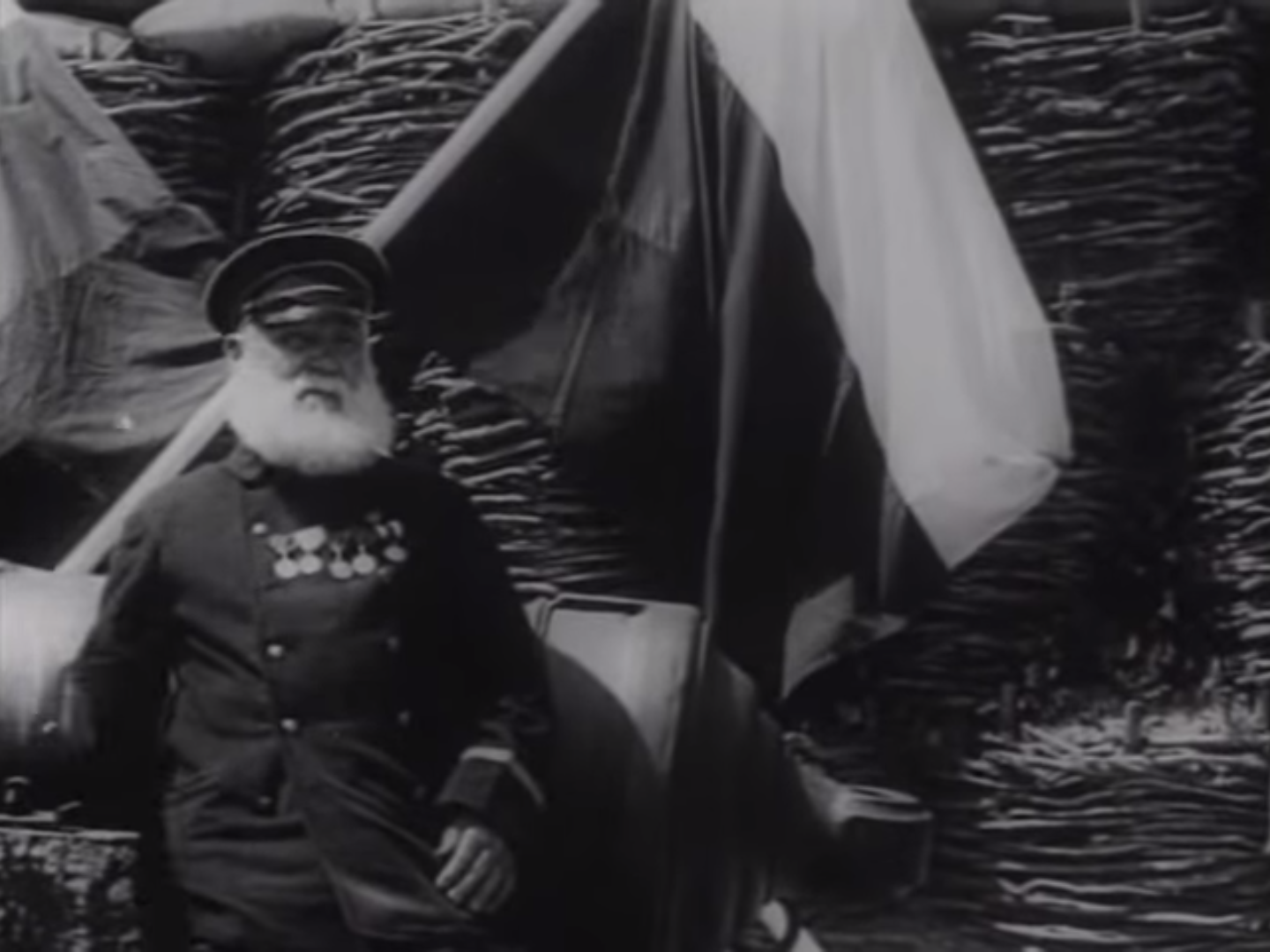
Російські ветерани

## У ролях
- Андрій Громов — Нахімов
- Іван Мозжухін — Корнілов
- Валентина Аренцварі — імператриця Євгенія
- Арсеній Бибиков — Тотлебен
- Павло Бірюков
- Борис Борисов
- Олександра Гончарова
- Борис Горін-Горяйнов
- Володимир Максимов
- Ольга Петрова-Званцева — маркітантка
- Микола Семенов — моряк Кішка

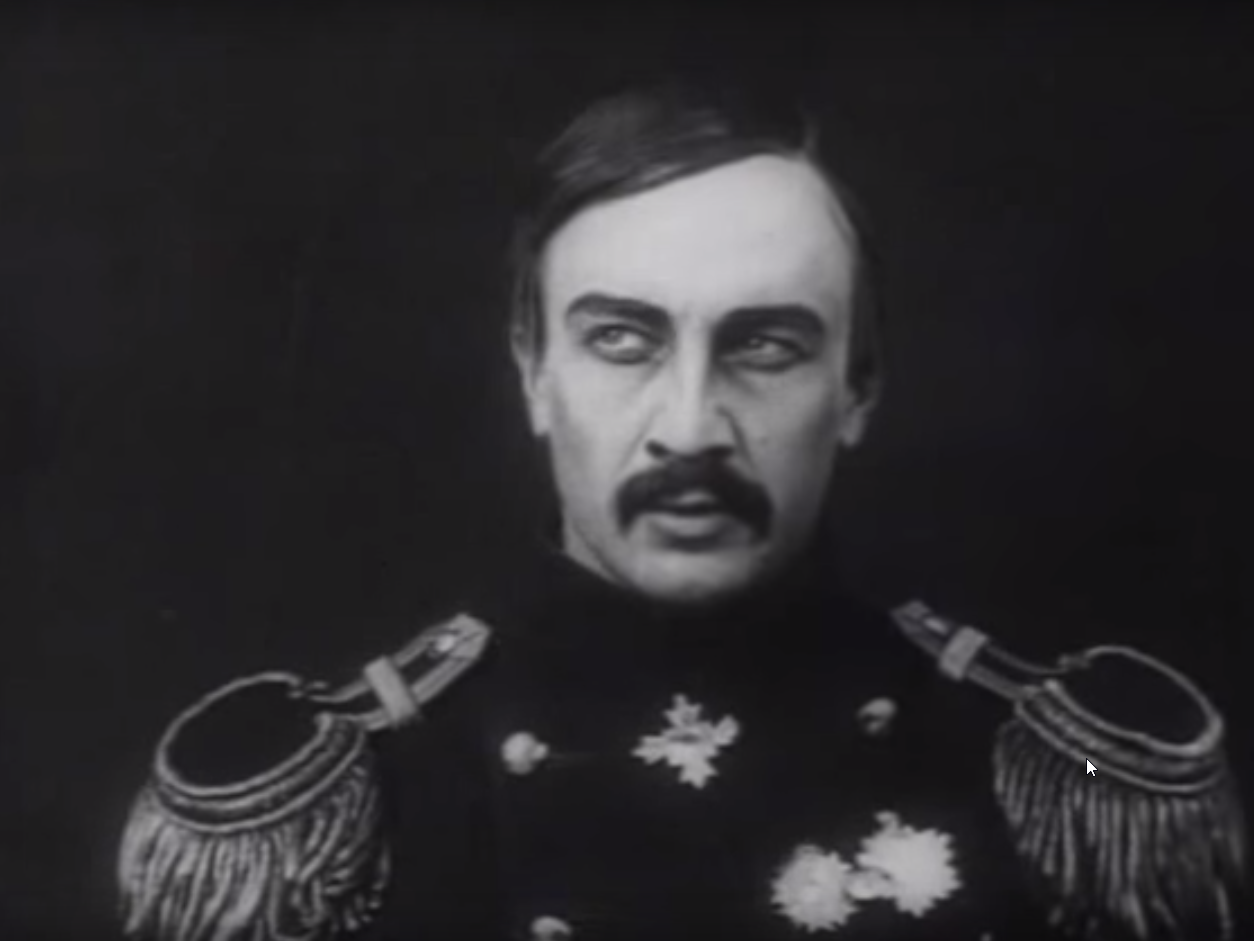
Іван Мозжухін у фільмі
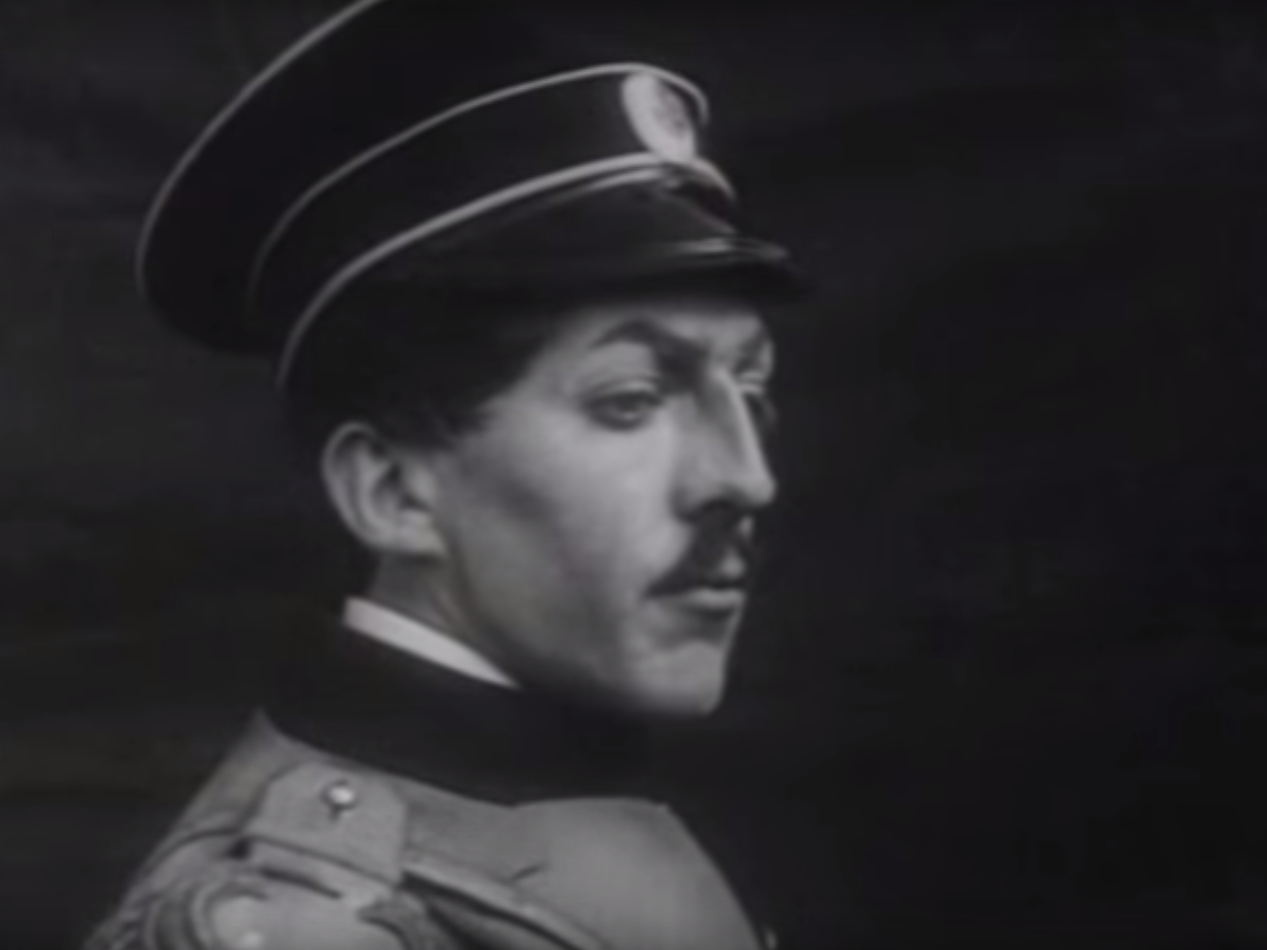
Андрій Громов у фільмі
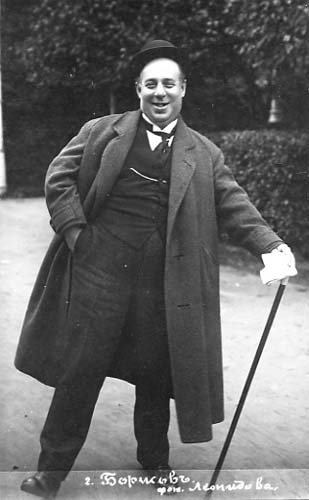
Борис Борисов
Борис Горін-Горяйнов
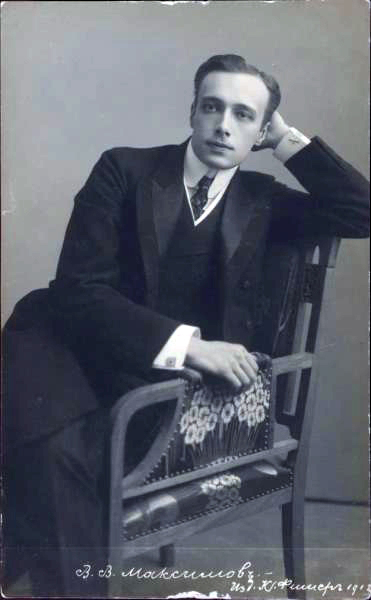
Володимир Максимов

## Знімальна група
- Режисери: Олександр Ханжонков, Василь Гончаров
- Сценаристи: Василь Гончаров, Олександр Ханжонков
- Оператори: Олександр Рилло, Луї Форестьє
- Композитор: Георгій Козаченко, автор музики до прем'єри
- Продюсер: Олександр Ханжонков
- Консультант: М. Ляхов (полковник)
- Художник: В. Фестер

## Фільмування

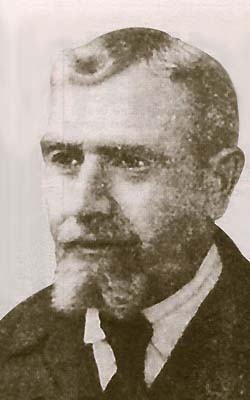
Олександр Ханжонков

Іноземні виробники доволі довго утримували монополію на виробництво фільмів, обмежували їх експорт в Росію і брали для прокату тільки роботи власних операторів. Проте російський кінематограф швидко подолав десятирічне відставання від європейських кіношкіл і доріс до новаторських робіт. Значне число таких великих досягнень на рахунку кіноательє Ханжонкова. Перші російські художні стрічки були екранізаціями фрагментів класичних творів російської літератури або ілюстрували епізоди з історії імперії. До 1911 року кінематограф став одною з найпоширеніших розваг у великих і середніх містах Росії. У Москві почала видаватися спеціальна газета «Почта Синематографа», присвячена сінематографічним театрам, яких у Росії налічувалося 1200.
У 1911 році при торговому домі започатковано «Науковий відділ», що займався виробництвом наукових, видових і етнографічних картин на теми географії Росії, сільського господарства, фабрично-заводської промисловості, зоології та ботаніки, фізики й хімії, медицини тощо.
Стрічку називають першою у світі повнометражною (2000 м) та першим російським військовим фільмом. Ханжонков мав військовий досвід, тож був свідомим режисером, за історичною правдивістю наглядав консультант від Генерального штабу та працівники Севастопольського музею, було отримано дозвіл на використання військ. Проте це не вберегло стрічку від кількох суттєвих неточностей. Важливий епізод потоплення флоту було передано лише невеликим трафаретним макетом корабля, але завдяки вдалому монтажу сцена вийшла досить драматичною.
Потоплення російського флоту фільмувалося з катера, що перебував на невеликій відстані від підводного човна. На човні споруджено макет вітрильника з дощок, фанери і тканин. За сигналом, човен почав занурюватися. Повітря та сильний тиск підхопили дошки й фанеру, тому епізод не вдався. Вже у Москві було вирішено переробити сцену. Для цього оператор та режисер Петро Чардинін поїхали до села Крилатське знімати російський флот на річці Москва. Невеликий макет корабля фільмували з берега, хвилі зображувалися шматками фанери. В історичній версії Оборони кораблі топила берегова батарея, але режисер вирішив використати револьвер. Коли кулі не змогли потопити корабель, Чардинін кинув у нього камінь і сцену було знято.
Епізод з танцем «бариня» не був постановочним, оператор зняв акторів масових сцен в перерві між зйомками.

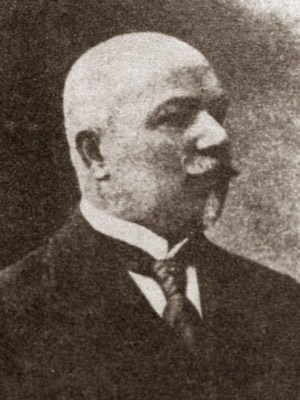
Василь Гончаров

Критикувався сучасний одяг армії та актори головних ролей. Використовувалася сучасна зброя. Однострій іноземних військ створювався поспіхом, тому Наполеон III отримав величезний хрест Почесного Легіону, а турецькі війська були схожі скоріше на танцюристів.
Сучасною зробив картину документальний фінал, схожий на театральний прийом. Військовики проходять повз камеру, ніби актори на сцені. Спектакль закінчується.
|  | У Севастополі протягом декількох днів тривав справжній бій. Топили наш флот на тому самому місці, де ця подія відбувалася насправді, під час оборони. Робили атаки на Малахів курган і відбивали їх, влаштовували генеральний бій на всіх бастіонах, в яких брало участь кілька тисяч осіб, і т. ін. Витрачено близько 3-х тисяч розривних снарядів, і все це робилося заради кінематографа, який точно відтворював картину оборони. Оригінальний текст (рос.) В Севастополе в течение нескольких дней происходил настоящий бой. Топили наш флот на том самом месте, где действительно это событие совершалось, во время обороны. Делали атаки на Малахов курган и отбивали их, устраивали генеральный бой на всех бастионах, в которых участвовало несколько тысяч человек, и т. д. Израсходовано около 3-х тысяч разрывных снарядов и все это делалось ради кинематографа, воспроизводящего в точности картину обороны. |

Гончаров виявився блискучим організатором, але поганим літератором. Чомусь дуже довго працював над сценарієм і закінчив його перед самим виїздом групи до Севастополя. Необхідність кожного епізоду він відстоював зі скандалами. У результаті він сам зголосився вести у бій союзні війська, одягнувши форму французького генерала та червону турецьку феску.
Саме Гончаров запрошував до Севастополя ветеранів війни, саме він знайшов композитора і вмовив його відкласти інші проєкти. Композитор Козаченко не мав музичної освіти, зате був палким шанувальником своєї справи, ставши одним із піонерів музичного кіно.
|  | Днями було дозволено використання сховища севастопольського музею для відтворення в картинах кінематографа епізодів оборони Севастополя. Дозволено сфотографувати історичні місця оборони в межах, що не становлять державної таємниці, і використовувати, за згодою місцевого військового начальства, групи військ для зображення батальних сцен. Днями в Севастополь приїхав із цією метою режисер історичних кінемо-картин В. М. Гончаров і оглянув 4-й бастіон, батарею Жерве, Малахів курган та інші місця, які будуть зняті для кінематографа. Для самого зображення батальних картин отримано дозвіл використовувати цілу піхотну дивізію, фортечну і пішу артилерію, для чого начальниками фортець севастопольської артилерії замовлено вже кілька тисяч розривних снарядів. Незабаром розпочнуться підготовчі роботи саперної роти для підземних вибухів і мін. Вже приготовлені підводні човни, на яких будуть поставлені борти історичних потоплених кораблів для зйомки в картинах моментів потоплення нашого флоту. Отримано також всі костюми іноземних військ: англійських, французьких, турецьких. У газетах друкуються оголошення, що запрошують всіх живих учасників славної оборони взяти участь у цій історичній картині. Музику до картин пише Г. Казаченко. Оригінальний текст (рос.) На днях последовало разрешение на использование хранилища севастопольского музея для воспроизведения в картинах кинематографа эпизодов обороны Севастополя. Разрешено сфотографировать исторические места обороны в пределах, не составляющих государственной тайны, и использовать, с согласия местного военного начальства, группы войск для изображения батальных сцен. На днях в Севастополь приехал с этой целью режиссер исторических кинемо-картин В. М. Гончаров и осмотрел 4-й бастион, батарею Жерве, Малахов курган и другие места, которые будут сняты для кинематографа. Для самого изображения батальных картин, получено разрешение использовать целую пехотную дивизию, крепостную и пешую артиллерию, для чего начальниками крепостей севастопольской артиллерии заказано уже несколько тысяч разрывных снарядов. В скором времени начнутся подготовительные работы саперной роты для подземных взрывов и мин. Уже приготовлены подводные лодки, на которых будут поставлены борты исторических потопленных кораблей для съемки в картинах моментов потопления нашего флота. Получены также все костюмы иностранных войск: английских, французских, турецких. В газетах печатаются объявления, приглашающие всех оставшихся еще в живых участников славной обороны принять участие в этой воскресаемой ныне исторической картине. Музыку к картинам пишет Г. А. Казаченко. |

## Прем'єра
|  | Ялта. 14.XI. У Лівадії Його Величність Государ Імператор з особами імператорської родини зволив бути присутнім при демонстрації кінемо-картини «Оборона Севастополя», фабрики Ханжонкова. Його Імператорська Величність зволив ощасливити Ханжонкова милостивими розпитуваннями. На виставі також були присутні особи з почту й офіцери частин військ, що знаходяться в Лівадії, та імператорської яхти «Штандарт». Оригінальний текст (рос.) Ялта. 14.XI. В Ливадии Его Величество Государь Император с особами императорской фамилии изволил присутствовать при демонстрации кннемо-картины «Оборона Севастополя», фабрики Ханжонкова. Его Императорское Величество изволил осчастливить Ханжонкова милостивыми расспросами. На спектакле также присутствовали лица свиты и офицеры частей войск, находящихся в Ливадии, и императорской яхты «Штандарт». |

На прем'єрі важливі сцени озвучував хор.
Начальник канцелярії Міністерства Імператорського Двору генерал-майор Мосолов доповідав, що картина, про вади якої було відомо, без його цензури заслужила щастя бути представленою Государеві Імператору, і звістка про цю милість публікується у всіх рекламах і афішах тих театрів, які картину показують. Він повідомив, що це викликає серйозні нападки публіки на фільм.
Після прем'єри кінокомпанія відчувала нестачу бюджету, кошторис фільму сягнув сорока тисяч рублів. Ханжонков згадував, що він, за настановою директора московської філії кіностудії «Пате», почав надавати права на демонстрацію картини власникам кінотеатрів у певних губерніях і окремих районах. Причому робив це тільки за готівковий розрахунок і продавав позитивні копії стрічки за ціною обробленої плівки. Успіх був колосальним, спілки кінопрокатників Москви, Риги та Петербурга обурювалися. Фірма отримала високий прибуток.
Декілька сеансів пройшло у Великій залі консерваторії — режисер прагнув показати, як треба демонструвати фільм. Консерваторію вибрано не випадково — важливою частиною «Оборони» була музика. Виявилося, що світло пюпітрів впливало на чіткість зображення, проте публіка цього не помітила: у пресі з'явилися позитивні відгуки.
|  | Обійшовши мало не всі міста Росії, «Оборона Севастополя» нарешті потрапила в нашу Рязань. Щиро кажучи, краще було б, якби вона зовсім сюди не потрапляла в такому вигляді, в якому дійшла до нас: пошматована, вся з масою пропусків, деякі сцени навіть зовсім відсутні, збереглися лише написи для них. Окрім того, власне про оборону Севастополя картина дає мало уявлення. Взагалі, як і більшість сінематографічних картин російського виробництва, «Оборона Севастополя» — достеменний лубок, за винятком дуже небагатьох сцен. Зате шуму і тріску було з надлишком. Публіки на першому і другому сеансах було багато. Оригінальний текст (рос.) Обошедшая чуть ли не все города России, грандиозная картина «Оборона Севастополя» попала, наконец, в нашу Рязань. По правде сказать, лучше было бы, если бы она совсем сюда не попадала в таком виде, в каком она дошла до нас: изорванная, вся с массой пропусков, некоторые сцены даже совсем отсутствуют, сохранились лишь надписи для них. Но и помимо того, собственно об обороне Севастополя картина дает мало представления. Вообще, как и большинство синематографических картин русского производства, «Оборона Севастополя» — чистейший лубок, за исключением весьма немногих сцен. Зато шуму и треску было с избытком. Публики на первом и втором сеансах была масса. |

|  | Картина кінематографа «Оборона Севастополя», яку демонстрували в Залізничному зібранні, привернула багато публіки. Загалом, від картини залишилося неясне відчуття невдоволення. У масових групах мало руху і життя. Морські знімки, як-от загибель затоплюваних кораблів, зроблені на дуже великій відстані. Немає зв'язку між окремими картинами. Оригінальний текст (рос.) Демонстрировавшаяся в Железнодорожном Собрании картина кинематографа «Оборона Севастополя» привлекла много публики. В общем, от картины осталось смутное чувство неудовлетворенности. В массовых группах мало движения и жизни. Морские снимки, как гибель затопляемых кораблей, произведены на слишком далеком расстоянии. Нет связи между отдельными картинами. |

## Критика
Фільм отримав змішані відгуки від критиків та бульварних газет. Він майже не відомий за межами Росії, тож на сайті IMDB має оцінку 5,8 від 63 користувачів. На російському сайті «Kinopoisk» оцінку 7,0 сформували 357 користувачів. Зарахований до списку рекомендованих кінофільмів Всеросійського державного інституту кінематографії.
|  | Гуркіт гармат, море вогню, смерть з усіх боків — головний зміст кінематографічної історичної картини «Оборона Севастополя», продемонстрованої вчора у Великій залі консерваторії. Військовий і симфонічний оркестри, хор півчих доповнюють враження. На жаль, найцікавіші із зображених на картині епізодів не мали виразності; за браком світла все зливалося в якусь суцільну масу. Більшість написів, що характеризують зміст окремих картин, були зовсім нерозбірливі. Мало того, у першому відділенні сталася перерва, яка тривала понад 10 хвилин. Такі ефекти викликали велике незадоволення нечисленної публіки. Свист і крики часто лунали, особливо на початку демонстрації. До недоліків слід зарахувати малу схожість центральних фігур картини — Нахімова та Корнілова (герої зображені велетнями, що театрально жестикулюють). Оригінальний текст (рос.) Грохот орудий, море огня, смерть со всех сторон — главное содержание кинематографической исторической картины «Оборона Севастополя», продемонстрированной вчера в Большом зале консерватории. Военный и симфонический оркестры, хор певчих дополняют впечатление. К сожалению, наиболее интересные из изображенных на картине эпизодов не имели отчетливости; за недостатком света все сливалось в какую-то сплошную массу. Большинство надписей, характеризующих содержание отдельных картин, было совсем неразборчиво. Мало того, в первом отделении произошел перерыв, который продолжался более 10 минут. Такие эффекты вызывали большое неудовольствие немногочисленной публики. Свист и крики часто слышались, особенно в начале демонстрации. К недостаткам же следует отнести малое сходство центральных фигур картины — Нахимова и Корнилова (герои изображены великанами, театрально жестикулирующими). |

|  | Зроблено було все невміло, брудно, але така сила цього нового мистецтва — глядачі майже дві години з захопливим інтересом стежили за подіями, дарма що три чверті сцен були повторенням одного і того ж, грубо скроєного, грубо зшитого. Значить, в ідеї швидкої зміни вражень, значній самій по собі, — криється зерно враження. Оригінальний текст (рос.) Сделано было все неумело, грязно, но такова сила этого нового искусства — зрители почти два часа с захватывающим интересом следили за представлением, несмотря на то, что три четверти сцен были повторением одного и того же, грубо скроенного, грубо сшитого. Значит, в идее быстрой смены впечатлений, значительной самой по себе — кроется зерно впечатления. |

|  | Сильно прорекламована картина […], загалом, попри природний інтерес її з історичного минулого, одноманітна і того, що могла б дати, не дала. Як кажуть, постановка картини обійшлася в 180 000 руб., А за такі гроші, безумовно, славну годину російської історії можна було б передати куди яскравіше і краще. […] Цікавий сюжет картини, великі літери на афішах, а головним чином те, що картина ця удостоїлася огляду Государя Імператора, зробили свою справу: публіки на сеансах було багато. Оригінальний текст (рос.) Сильно прорекламированная картина […], в общем, несмотря на естественный интерес ее по историческому прошлому, однообразна и того, что могла бы дать, не дала. Как говорят, постановка картины обошлась в 180 000 руб., а за такие деньги, безусловно, славную годину русской истории можно было бы передать куда ярче и лучше. […] Интересный сюжет картины, большие буквы на афишах, а главным образом то, что картина эта удостоилась обозрения Государя Императора, сделали свое дело: публики на сеансах было много. |